# Saison 1 de Jumanji
Chronologie
Saison 2 de Jumanji
Cet article présente le guide des épisodes de la première saison de la série télévisée d'animation Jumanji.

## Épisode 1:À la découverte de Jumanji
- États-Unis : 8 septembre 1996 sur UPN Kids
- France : 10 septembre 1997 sur France 2

- L'énigme de la partie à résoudre : « Clair comme de l'eau de roche, mais ce n'est pas dans la poche ».

## Épisode 2:La Lance du pouvoir
- États-Unis : 15 septembre 1996 sur UPN Kids
- France : sur France 2

- L'énigme de la partie à résoudre : « Tricher en rimes peut faire gagner du temps ».

## Épisode 3:La Clef secrète des Manjis
- États-Unis : 22 septembre 1996 sur UPN Kids
- France : sur France 2

- L'énigme de la partie à résoudre : « Quelqu'un a besoin d'être libéré, mais tu es le seul à posséder la clé ».

## Épisode 4:Le Cauchemar de tante Nora
- États-Unis : 29 septembre 1996 sur UPN Kids
- France : sur France 2

- L'énigme de la partie à résoudre : « Plus tu apprends, moins tu en sais. C'est comme ça et pas autrement ».

## Épisode 5:Les Créatures du professeur Ibsen
- États-Unis : 13 octobre 1996 sur UPN Kids
- France : sur France 2

- L'énigme de la partie à résoudre : « Faire nager les poissons, je peux. Faire voler les oiseaux, je peux. Vous faire courir, je peux. Mais dire pourquoi, je ne peux ».

## Épisode 6:Les Dés fatidiques
- États-Unis : 27 octobre 1996 sur UPN Kids
- France : sur France 2

- Première énigme de la partie à résoudre : « Méfie-toi du tigre comme d'un vautour et sache que tu as le droit de passer ton tour ».
- Seconde énigme de la partie à résoudre : « Sans les dés, la partie est terminée. Remontez la rivière en suivant la course du soleil ».

## Épisode 7:La Belle et l'Athlète
- États-Unis : 3 novembre 1996 sur UPN Kids
- France : sur France 2

- L'énigme de la partie à résoudre : « Si tu veux ce qui est caché derrière la porte, prends garde à la nature de ton souhait ».

## Épisode 8:À la chasse vous irez
- États-Unis : 17 novembre 1996 sur UPN Kids
- France : sur France 2

- L'énigme de la partie à résoudre : « À la chasse vous irez. Est-ce le seul moyen de vaincre l'ennemi ? ».

## Épisode 9:Retour à la case départ
- États-Unis : 24 novembre 1996 sur UPN Kids
- France : sur France 2

- L'énigme de la partie à résoudre : « Échec à l'horizon mais la faute à qui ? Règle la question ou rejoue la partie ».

## Épisode 10:Les Meilleurs Ennemis
- États-Unis : 2 février 1997 sur UPN Kids
- France : sur France 2

- Première énigme de la partie à résoudre : « Gaspillez du miel plutôt que d'aller au ciel ».
- Seconde énigme de la partie à résoudre : « Perdez la bataille et gagnez la guerre. Les meilleurs ennemis sont là pour ça ».

## Épisode 11:La Reine des Jumazones
- États-Unis : 9 février 1997 sur UPN Kids
- France : sur France 2

- L'énigme de la partie à résoudre : « Pour que quelqu'un soit libéré, de la reine il faut se rapprocher ».

## Épisode 12:L'Antidote de la dernière chance
- États-Unis : 16 février 1997 sur UPN Kids
- France : sur France 2

- L'énigme de la partie à résoudre : « Sépare-toi de la chose que tu aimes par-dessus tout. Elle n'en sera que plus proche après coup ».

## Épisode 13:Panique sur la ville
- États-Unis : 23 février 1997 sur UPN Kids
- France : sur France 2

- L'énigme de la partie à résoudre : « Quand les ennuis te poursuivent comme la peste, seule la vérité te sort de cette passe funeste ».